# België op het Eurovisiesongfestival 1986
Concours Eurovision de la Chanson - finale nationale 1986 was de Belgische preselectie voor het Eurovisiesongfestival 1986 dat in de Noorse stad Bergen gehouden zou worden.
Uit 130 liedjes selecteerde een elfkoppige vakjury elf finalisten. Twee kandidaten trokken hun kandidatuur terug, zodat er op 2 maart 1986 nog negen liedjes tegen elkaar uitkwamen in de live-uitzending vanuit de RTBF-studio's in Brussel. Patruck Duhamel was de presentator van dienst. Na afloop van de uitzending belde de RTBF 500 mensen op die geacht werden representatief te zijn voor de Franstalige kijkers. Hun verdict telde voor 50 % van de punten. De andere 50 % van de punten werd verdeeld door dezelfde jury die voordien de finalisten had geselecteerd.
De toen dertienjarige Sandra Kim vertederde met J'aime la vie niet alleen de Waalse jury's, maar deed dat nadien ook op zeer overtuigende wijze op het Eurovisiesongfestival in Bergen. De eerste Belgische zege was een feit.

## Uitslag
| Plaats | Artiest            | Lied                    |
| ------ | ------------------ | ----------------------- |
| 1      | Sandra Kim         | J'aime la vie           |
| 2      | Michel Almann      | Toi                     |
| 2      | Axel Faye          | Tope-la                 |
| 2      | Formule II         | Tout, je te donne tout  |
| 2      | Elisabeth Granec   | Mon pays c'est la terre |
| 2      | Dino Lizi          | Chante avec nous        |
| 2      | Makof              | SOS                     |
| 2      | Toxic              | L'aventure c'est toi    |
| 2      | Jean-Claude Watrin | Au-delà de nos rêves    |

## In Bergen
België trad op als 13de deelnemer van de avond, na Ierland en voor Duitsland. Aan het einde van de avond stond België voor het eerst op de eerste plaats met 176 punten. Men ontving 5 keer het maximum van de punten.
Nederland had 10 punten over voor de inzending.

### Gekregen punten

#### Finale
| 12 punten                                            | 10 punten                                                                                                | 8 punten    | 7 punten | 6 punten              |
| ---------------------------------------------------- | --- | ----------- | -------- | --------------------- |
| - Finland - Frankrijk - Ierland - Portugal - Turkije | - Cyprus - Denemarken - Joegoslavië - Luxemburg - Nederland - Spanje - Verenigd Koninkrijk - Zwitserland | - Noorwegen |          | - Oostenrijk - Zweden |
| 5 punten                                             | 4 punten                                                                                                 | 3 punten    | 2 punten | 1 punt                |
| - Israël                                             | |             |          | - Duitsland           |

### Punten gegeven door België

#### Finale
Punten gegeven in de finale:
| 12 punten | Zwitserland |
| 10 punten | Luxemburg   |
| 8 punten  | Finland     |
| 7 punten  | Duitsland   |
| 6 punten  | Turkije     |
| 5 punten  | Noorwegen   |
| 4 punten  | Joegoslavië |
| 3 punten  | Spanje      |
| 2 punten  | Ierland     |
| 1 punt    | Oostenrijk  |

1956 · 1957 · 1958 · 1959 · 1960 · 1961 · 1962 · 1963 · 1964 · 1965 · 1966 · 1967 · 1968 · 1969 · 1970 · 1971 · 1972 · 1973 · 1974· 1975 · 1976 · 1977 · 1978 · 1979 · 1980 · 1981 · 1982 · 1983 · 1984 · 1985 · 1986 · 1987 · 1988 · 1989 · 1990 · 1991 · 1992 · 1993 · 1994 · 1995 · 1996 · 1997 · 1998 · 1999 · 2000 · 2001 · 2002 · 2003 · 2004 · 2005 · 2006 · 2007 · 2008 · 2009 · 2010 · 2011 · 2012 · 2013 · 2014 · 2015 · 2016 · 2017 · 2018 · 2019 · 2020 · 2021 · 2022 · 2023 · 2024 · 2025